# Jakub Spravedlivý
Jakub Spravedlivý (hebrejsky יַעֲקֹב הַצַּדִּיק‎, Ja‘akov ha-Cadik, řecky Ιακωβος Δικαιος, Jakóbos Dikajos) je v Novém zákoně jmenován „Jakub, bratr Páně“, tedy bratr Ježíše Krista. V Novém zákoně se vyskytují i jiní Jakubové, se kterými je občas zaměňován, zejména se dvěma apoštoly Jakubem, synem Zebedeovým (Jakubem Starším, Větším) a Jakubem, synem Alfeovým (Jakub Mladší, Menší).
Jakub Spravedlivý byl v 1. století n. l. společně s apoštoly význačným představitelem vznikajícího mesiánského judaismu, vedl jednu z jeruzalémských synagóg (byl prvním jeruzalémským biskupem) a toto postavení v ní zastával až asi do roku 62, kdy byl na podnět velekněze Anana z Annášova rodu svržen z chrámové věže a ukamenován. Přízvisko „Spravedlivý“ či též „Obdivuhodný“, řecky Ωβλιας (Óblias), získal na základě svého zbožného a nezištného způsobu života – od narození byl nazírem, v Chrámu často klečel na kolenou a prosil Pána za odpuštění pro lid . Je považován za autora jednoho novozákonního spisu, jenž je znám jako list Jakubův.
Podle latinské verze Pseudo-Matoušova (apokryfního) evangelia (odstavec XLI) byl Jakub prvorozeným synem Josefa, jenž se mu narodil v prvním manželství . Coby vdovec si pak Josef vzal za manželku Marii, jež mu porodila Ježíše, a Marie se tak stala Jakubovou macechou. Kromě Ježíše měl mít i bratry: Josefa, Šimona a Judu .
Naopak podle Eusebiových dějin (sepsaných před 30. květnem 339 n. l., kdy Eusebios z Kaisareie zemřel) je Jakub synem svaté Marie Kleofášovy, sestry Ježíšovy matky, a Kleofáše, který podle Hegesippa byl bratrem pěstouna Páně svatého Josefa. Měl tedy být dvojnásobně spřízněn s Ježíšem, s jeho oběma rodiči, a podle hebrejské terminologie bratrem ve smyslu „bratranec“.. V řečtině, ve které jsou napsána evangelia a celý NZ, je však pro pojmy bratranec a bratr užíváno odlišných výrazů. V řeckém originále je tedy nazýván Lukášem, či apoštolem Pavlem nikoliv blízkým příbuzným, ale jedním ze sourozenců (dle Mk 6:3 jich je nejméně šest) Ježíše Krista.

## Odraz v české literatuře
- Český filozof Jan Konfršt vydal v roce 2020 svůj román s názvem Poutník : prostorem a časem,[9] ve kterém autorovi netradičním způsobem převypráví životní příběh Ježíše z Nazareta a jeho staršího bratra Jakuba během jedné jediné noci nečekaný společník, David, se kterým se Jan v knize setká při jedné ze svých toulek v horách.